# Peter Lindbergh
Peter Lindbergh (nacido como Peter Brodbeck; Leszno, 23 de noviembre de 1944-3 de septiembre de 2019) fue un fotógrafo de moda alemán.

## Biografía
Nació en la región de Wartheland, en la Polonia ocupada, y se crio en Duisburgo  (en la actual Renania del Norte-Westfalia, Alemania), junto a su padre, un vendedor de dulces, su madre, una ama de casa y dos hermanos.
Después de completar la escuela primaria, trabajó allí como escaparatista para las cadenas de tiendas departamentales Karstadt y Horten.
A los dieciocho años se fue a Suiza donde tras permanecer diez meses se mudó de Lucerna a Berlín. Allí recibió clases nocturnas en la Academia de Arte. Siguiendo los pasos de su modelo Vincent van Gogh, hizo autostop a Arlés. Después de varios meses en Arlés, viajó por España y Marruecos, durante dos años, para luego regresar nuevamente a Alemania.
Lindbergh empezó a estudiar pintura en la Escuela Superior de Bellas Artes de Krefeld (Renania del Norte-Westfalia). Durante sus primeros años de estudio realizó la primera exposición de su obra en 1969 en la galería Denise René-Hans Mayer. Pero fue el arte conceptual lo último que influyó en la fase final de sus estudios de artes visuales. En 1971 utilizó la fotografía como su medio de expresión, empezando a trabajar durante dos años como asistente del fotógrafo Hans Lux en Düsseldorf, dedicándose posteriormente de manera independiente como fotógrafo publicitario.
Más adelante se trasladó a París en 1978 para concentrarse en la alta costura. Allí fotografió a varias modelos como Christy Turlington, Naomi Campbell, Linda Evangelista, Cindy Crawford, Stephanie Seymour, Isabella Rossellini, Nastassja Kinski y Tatjana Patitz, y emprendió otros proyectos junto con Karl Lagerfeld, Giorgio Armani y muchos más. Sus fotografías han sido publicadas por revistas, como Stern, Harper's Bazaar y Vogue.
Considerado como uno de los fotógrafos del mundo de la moda por excelencia, sobre todo en blanco y negro. Ayudó a crear el fenómeno top model de la década de 1990. Él prefería que su modelo tuviera un maquillaje mínimo y un peinado sencillo. Wim Wenders fue un admirador de su obra.

## Exposiciones
Desde que las fotografías de Peter Lindbergh se presentaron en 1985 en la exposición Shots of Style del Victoria and Albert Museum de Londres, sus imágenes han viajado por todo el mundo en numerosas exposiciones. Peter Lindbergh Smoking Women se expuso por primera vez en 1992 en la Galería Gilbert Brownstone de París, después en 1994 en la Galería del Museo de Arte Bunkamura de Tokio y en 1996 en la Schirn Kunsthalle de Frankfurt. Ese mismo año, inspirado por el éxito de la exposición de 1994, el Museo de Arte Bunkamura mostró una gran retrospectiva de Peter Lindbergh, que superó los anteriores récords de visitantes establecidos por las retrospectivas de Henri Lartigue y Leni Riefenstahl.
En 1997 se presentó en la Hamburger Bahnhof de Berlín la exposición Peter Lindbergh: Imágenes de mujeres, que posteriormente se exhibió en museos de Hamburgo, Milán, Roma y Viena en 1998 y en el Festival Internacional de Fotografía de Japón en 1999 y 2000. Irina Alexandrovna Antonova llevó Imágenes de mujeres al Museo Pushkin de Bellas Artes de Moscú en 2002, convirtiendo a Peter Lindbergh en el primer fotógrafo cuyas imágenes se expusieron allí.
A principios de la década de 1990, Peter Lindbergh empezó a contar historias con sus fotografías. Su icónica sesión marciana con Helena Christensen para Vogue Italia en 1990 marcó el inicio de la fotografía de moda narrativa.
El Museo Metropolitano de Arte mostró una parte significativa de la obra de Peter Lindbergh en la exposición Models As Muse de 2009[14]. Su exposición On Street de 2010 en C/O Berlín atrajo a 90.000 visitantes.
El Centro Ullens de Arte Contemporáneo de Pekín expuso The Unknown en abril y mayo de 2011. Esta gigantesca instalación comisariada por Jerome Sans atrajo a más de 70.000 visitantes. 

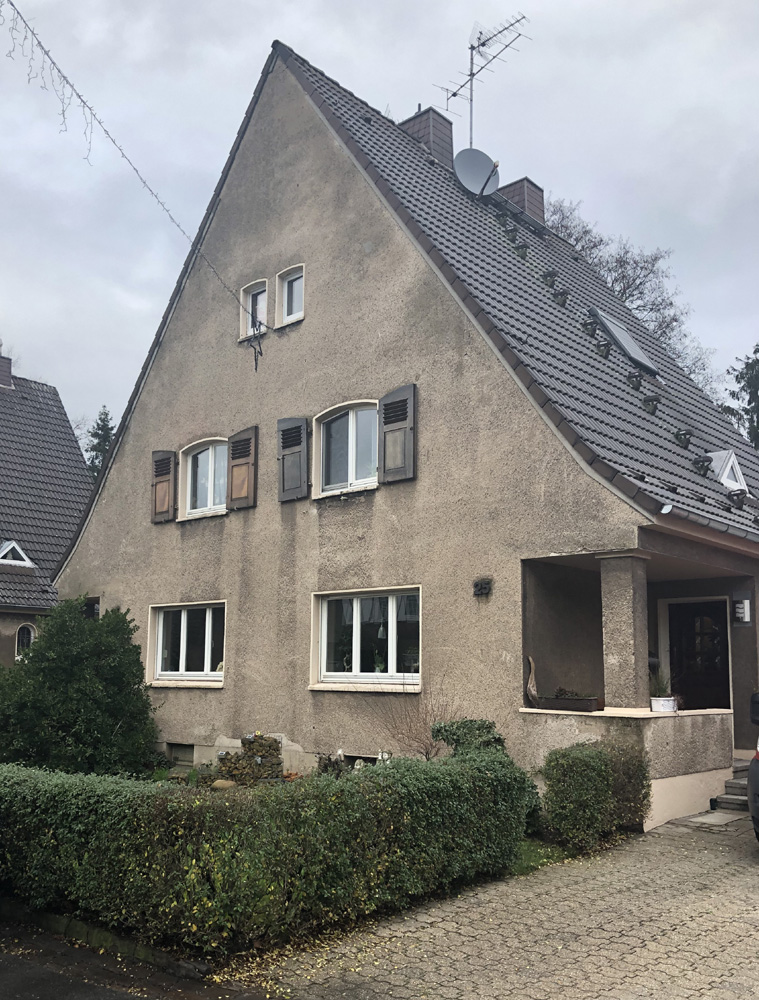
Casa en Duisburg-Rheinhausen, donde Peter Lindbergh vivió de niño y adolescente.

De septiembre de 2016 a febrero de 2017, el Kunsthal Rotterdam presentó la exposición itinerante Una visión diferente sobre la fotografía de moda, comisariada por Thierry-Maxime Loriot, que luego se exhibió de abril a agosto de 2017 bajo el título Peter Lindbergh. De la moda a la realidad en la Kunsthalle de Múnich de abril a agosto de 2017. De febrero a abril de 2017 se expuso en el NRW-Forum de Düsseldorf una muestra con fotografías de Garry Winogrand titulada Women on Street.
Se casó en segundo matrimonio y fue padre de cuatro hijos.
El 3 de septiembre de 2019, falleció a los 74 años.

## Cineasta
Peter Lindbergh también ha hecho películas. Su documental Models - The Film, que rodó en Nueva York con las supermodelos, se estrenó en 1991. Inner Voices (1999), un documental de 30 minutos sobre las formas de expresión en la interpretación por el método, ganó el premio a la mejor película documental en el Festival Internacional de Cine de Toronto en 2000.
En 2001, Peter Lindbergh dirigió Pina Bausch - The Window Washer, una película experimental de media hora para Channel 4 sobre una obra de su amiga Pina Bausch.
Su última película, Everywhere at Once (En todas partes a la vez), que realizó junto a Holly Fisher y que se proyectó en el programa de apoyo de Cannes en 2007, tuvo su estreno mundial en el Festival de Cine de Tribeca de Nueva York en 2008. Esta película con Jeanne Moreau combina fotografías filmadas de Peter Lindbergh -muchas de ellas inéditas- con fragmentos de la película Mademoiselle, de Tony Richardson.